# Cmentarz Wilkowyja w Rzeszowie
Cmentarz komunalny Wilkowyja – nekropolia w północno-wschodniej części miasta Rzeszowa.

## Historia
Cmentarz powstał na terenach pomiędzy Pobitnem a Wilkowyją i został otwarty 1 czerwca 1972. W jego skład wchodzą: założony w 1932 cmentarz wsi Pobitno i Załęże „Na Borku”, przylegający do niego cmentarz ofiar epidemii tyfusu oraz dawny cmentarz wsi Wilkowyja.

## Opis
Stanowi największą rzeszowską nekropolię, gdyż posiada powierzchnię 27 hektarów i pochowanych jest tu ok. 23 tys. osób. Na jego terenie znajduje się kaplica oraz uruchomiona w 2013 spopielarnia zwłok.

## Pochowani
Pochowani w alei zasłużonych: Tomasz Wiśniewski, Wacław Kopisto, Jan Kawa, Eugeniusz Kaszowski, Michał Ostrowski, Adam Matuszczak, Zygmunt Grygiel, Józef Sznajder, Władysław Kozdra, Jan Pasternak, Edmund Gajewski, Zbigniew Sobolewski, Klemens Gudel, Antoni Konkol, Stanisław Zajdel, Antoni Kopaczewski, Stanisław Micał, Franciszek Dąbal, Tadeusz Ferenc.
Na cmentarzu spoczęli m.in:
- ksiądz Walenty Bal
- prof. Janusz Homplewicz
- aktor Zdzisław Kozień
- pilot Witold Świadek
- pilot Krzysztof Wyskiel
- ksiądz kanonik Marian Szarek
- wokalista Krzysztof Bara
- ksiądz Stefan Denkiewicz

W 72 mogiłach spoczywa 2221 żołnierzy radzieckich.
Na terenie nekropolii powstały pomniki: Ofiar Obozów Koncentracyjnych, Symboliczna Mogiła Ofiar Komunizmu oraz Pomnik Dzieci Nienarodzonych.